# 27169 Annelabruzzo
27169 Annelabruzzo este o planetă minoră (asteroid), cu un diametru de 8,174 km, din centura de asteroizi. A fost descoperită pe 14 ianuarie 1999 la Stația Anderson Mesa de Lowell Observatory Near-Earth-Object Search. 
Obiectul prezintă o orbită caracterizată de o semiaxă mare de 2,9941208 UAi, o excentricitate de 0,0928862, o înclinație de 11,81086 ° în raport cu ecliptica.